# Введенская церковь (Новая Некрасовка)
Введенская церковь (церковь Введения во Храм Пресвятой Богородицы) — храм Киевской и всея Украины епархии (Украинской архиепископии) Русской православной старообрядческой церкви в селе Новая Некрасовка Измаильского района Одесской области. Памятник архитектуры национального значения.

## История
Село Новая Некрасовка было основано русскими старообрядцами-некрасовцами в 1830—1831 годах. В 1832—1833 годах к ним присоединились старообрядцы из Шуры-Копиевской Подольской губернии. Разделение на некрасовцев и польшаков сохранялось на протяжении многих десятилетий.
Введенская церковь была сооружена в 1860-х годах и освящена 7 октября 7375 года (19 октября 1867 года) при господаре Кароле I и архиепископе Аркадии Васлуйском. В 1898 году церковь была самовольно увеличена. В 1920 году возведена колокольня.
В 1996 году из храма было украдено 28 икон, в 1999 году — 14 икон, в 2000 году — 8 икон.

## Архитектура
Храм построен из кирпича, оштукатурен, имеет деревянное перекрытие, трёхчастный, одноглавый. Восточная часть заужена и имеет полукруглую апсиду. Средняя часть в плане квадратная, восьмерик на четверике, увенчана шлемовидной главой с небольшой главкой. Снаружи восьмерик покрыт железом.  Притвор имеет форму вытянутого прямоугольника. Южный и северный входы защищены двускатными навесами, которые опираются на стене и круглые столбы на пьедесталах.